# جان بلیون
جان بلیون (انگلیسی: Jon Bellion) خواننده، ترانه‌سرا،تهیه‌کننده موسیقی و رپر آمریکایی است. وی در لانگ آیلند‌ به دنیا آمده است و در طی سال‌ها میکس‌تیپ‌های مختلفی منتشر کرده‌است اما در ۱۰ ژوئن ۲۰۱۶ اولین آلبوم استودیویی خودش با شرایط انسانی منتشر کرد که در چارت آمریکا ۵ شد. ترانه از همیشه غمگین‌تر (به انگلیسی: All-time low) از وی معرف است و در چارت آمریکا ۲۴ شد.